# Otto Julius Fahr
Otto Julius Fahr (* 28. Juli 1862 in Hamburg; † 10. Februar 1930 ebenda) war ein deutscher Kaufmann und Abgeordneter der Hamburgischen Bürgerschaft.

## Leben
Fahr erhielt 1890 das Hamburger Bürgerrecht. Er wurde Teilhaber der von seinem Vorfahren gegründeten Firma Andr. Fahr, die sich vor allem mit dem Import von Kaffee befasste.
Er war 1915 und von 1918 bis 1925 Vorsitzender der Hamburger Kaffeebörse.
Fahr gehörte von 1905 bis 1921 der Hamburgischen Bürgerschaft an. Er war Mitglied der „Fraktion der Rechten“, die sich 1916 in „Fraktion der Nationalliberalen Partei“ umbenannte. Bei der Umgründung der Nationalliberalen in die Deutsche Volkspartei wurde er 1918 Mitglied dieser neuen Partei. Von 1919 bis 1921 war er Vizepräsident der Bürgerschaft.
Fahr gehörte von 1909 bis 1924 der Finanzdeputation an, Lippmann berichtete: „… der Finanzdeputierte Otto Fahr haben mit mir zusammen die Grundstücksgeschäfte des Staates bearbeitet.“
Fahr war von 1919 bis 1923 Mitglied des Aufsichtsrats der Hamburger Freihafen-Lagerhaus Gesellschaft, HFLG.
Fahr wurde im Fahrschen Familiengrab im Friedhof Ohlsdorf beigesetzt.

## Nicht ausgewertet
- Gerhard Commichau: Julius Otto Fahr, Das Leben eines Hamburger Kaufmanns, In: Zeitschrift für Unternehmensgeschichte, Band 17, Heft 1, 1972